# Algernon Blackwood
Algernon Henry Blackwood, CBE (n. 14 martie 1869, Kent, Anglia, Regatul Unit al Marii Britanii și Irlandei – d. 10 decembrie 1951, Greater London, Anglia, Regatul Unit) a fost un scriitor englez de povestiri scurte și romancier, unul dintre scriitorii cei mai prolifici de povești cu fantome din istoria genului. El a fost, de asemenea, un jurnalist și un narator de radiodifuziune. S. T. Joshi a declarat că „munca sa este mai constantă decât a oricărui scriitor meritoriu de povestiri ciudate, cu excepția lui Dunsany” și că Incredible Adventures, colecția lui de povestiri, „poate fi prima colecție de povestiri ciudate din acest sau oricare alt secol”.